# Frederik Michael Liebmann
 Frederik Michael Liebmann  (1813 – 1856) foi um botânico dinamarquês. 
Estudou botânica na  Universidade de Copenhague, mas nunca teve um diploma oficial. Viajou várias vezes ao  México nos anos de 1840, antes de tornar-se, em 1845,  professor de botânica desta  Universidade.
Foi editor da obra Flora Danica, tendo feito os fascículos 41-43 (1845-52) e o volume suplementar número 1, com um total de 240 pranchas.